# Heinrich Wittenwiler
Heinrich Wittenwiler ist der Verfasser einer spätmittelalterlichen satirisch-didaktischen Reimdichtung, die er „Der Ring“ betitelte.

## Leben
Heinrich Wittenwiler, von dem nur wenige Lebensdaten bekannt sind, ist wahrscheinlich mit dem Ende des 14. Jahrhunderts als adeliger Advokat und Hofmeister am Hof des Bischofs von Konstanz lebenden Heinrich von Wittenwile identisch. Die Zeit, in der er lebte, war einerseits von den innerstädtischen Auseinandersetzungen zwischen Patriziat und Zünften und andererseits von den Kriegen zwischen den Herzögen von Österreich mit ihren adeligen Verbündeten gegen die Eidgenossen geprägt. Auch die Datierung des Rings, welcher nur in einer einzigen Handschrift, der Meininger Handschrift, überliefert wurde, ist nicht eindeutig. Sie variiert zwischen 1370/71 und der Zeit des Konstanzer Konzils 1414/18, scheint aber um 1408/10 im Umfeld des Konstanzer Bischofs Albrecht Blarer am plausibelsten. Trotz der wenigen Belege und der anfangs schleppenden Rezeption des Rings gilt der Autor heute neben Oswald von Wolkenstein und Johannes von Tepl als einer der bedeutendsten deutschen Dichter des Spätmittelalters.

### Biographische Spuren
Die Kenntnis zur Person stützt sich auf insgesamt sechs Belegstellen, darunter Urkunden aus den Jahren 1387, 1389 und 1395. Des Weiteren liegen ein Eintrag im Konstanzer Ratsbuch von 1390 und zwei undatierte Belege vor. Zu den undatierten Belegen zählen zum einen die Selbstnennung im Ring und seine Aufnahme ins Wurmsbacher Totenbuch.
- 1. Nennung: Am 30. November 1387 erscheint in einer Urkunde ein maister Hainrich von Wittenwile in Konstanz als Zeuge Graf Heinrichs von Montfort zu Tettnang im Streit gegen den Abt von St. Gallen Kuno von Stoffeln. Er wird unter anderem neben dem Konstanzer Dompropst und späteren Bischof Burkhard von Hewen[1] sowie einem Chorherrn und einem Ritter genannt. Nachdem Heinrich Wittenwiler den magister-Titel (der Titel maister ist als deutsche Entsprechung des lateinischen magister zu verstehen) trägt, ist davon auszugehen, dass er studiert hat, Vermutungen gehen vom Studienort Bologna aus. Zudem lässt seine Nennung an letzter Stelle darauf schließen, dass er allenfalls niedere kirchliche Weihen empfangen hat und somit auch nicht zur Ehelosigkeit verpflichtet war. Dieses Detail wird in Hinsicht auf die Ehedebatte in seinem Ring wichtig. Eckart Conrad Lutz nimmt an, dass er bereits 1387 als Jurist am bischöflichen Hof in Konstanz tätig war, jedenfalls aber dem österreichischen Adel nahestand.

- 2. Nennung: In einer Urkunde über die Entscheidung eines Schiedsgerichts am 29. Mai 1389 tritt Heinrich Wittenwiler als gewählter Schiedsmann einer Partei zum zweiten Mal auf. Tituliert wird er hierbei als der ersamen herren hern Hainrich von Wittenwille, nicht magister wie in den anderen Zeugnissen. Auch hier wird er nicht Bürger genannt, was die Vermutung stützt, dass er zu diesem Zeitpunkt schon dem bischöflichen Hof angehörte.

- 3. Nennung: Die dritte Erwähnung seiner Person findet sich in einem Eintrag des Konstanzer Ratsbuches von 1390. Ohne ein genaues Datum zu wissen, verstieß Wittenwiler gegen die öffentliche Ordnung: Item maister Hainrich Witwile. Hat ein messer gezuckt un wult hern Hansen den Zoller gestochen haben. Trotz der abweichenden Schreibung geht Lutz davon aus, dass es sich um dieselbe Person handelt.

- 4. Nennung: Die Urkunde vom 16. März 1395 gibt genaue Auskunft über Wittenwilers Stellung am bischöflichen Hof. Des wolgelerten Maister hainrichen von Wittenwil, aduocatus des hoffes Costentz. Er wird hier als erster unter fünf Zeugen angeführt, was auf seine Stellung als Hofadvokat hinweist, die das Fehlen einer Priesterweihe offenbar mehr als nur ausgleicht.

- 5. Nennung: Unter dem Datum des 29. Juli, jedoch ohne Jahreszahl, vermerkt das Totenbuch der Zisterzienserinnen in Wurmsbach bei Rapperswil eine Jahrzeitstiftung durch Meister Heinrich von Wittenwil, hoffmeister zuo Kostenz. Demnach wäre Heinrich Wittenwiler vom bischöflichen Gericht an die Spitze der Verwaltung der Konstanzer Kurie und des Hochstifts übergewechselt.

- 6. Nennung: Die letzte namentliche Erwähnung Heinrich Wittenwilers steht in seinem einzigen Werk, dem Ring, in seinem Prolog Vers 52: sprach Hainreich Wittenweilär. Die bairische Verfremdung seines Namens ist nicht nur eine Spielerei seitens des Autors, sondern kündigt an, „was kommen soll und in der bairischen Durchwirkung der Sprache allgegenwärtig bleibt, die österreichische Gesinnung, die Wittenwiler mit dem Adel des Bodenseegebietes und dessen Parteigängern verbindet, und die Usurpationsgelüste der gpauren, die selbst vor der Sprache der alten Eliten nicht Halt machen.“[2]

### Zusammenhänge der Lebenszeugnisse
Heinrich Wittenwiler hat den Zeugnissen nach zu urteilen wahrscheinlich in Oberitalien (Bologna) die Rechte studiert und kehrt mit dem magister-Grad wieder in seine Heimat-Diözese Konstanz zurück, wo er 1387 erstmals in der Umgebung der Kurie zu finden ist. Schon hier erscheint er zusammen mit dem Dompropst Burkhard von Hewen und steht nach dessen Erhebung zum Bischof 1388 vielleicht schon 1389, sicher ab 1395 in seinem Dienst. Zu diesem Zeitpunkt ist Heinrich Wittenwiler advocatus curie und gehört zu den höchsten Beamten der bischöflichen Justizbehörde. Später, es ist nicht genau bekannt wann, tritt er als Hofmeister an die Spitze der Verwaltung der bischöflichen Kurie. Die Urkunde von 1395 belegt, dass er die Priesterweihe nicht erhalten hat und somit vielleicht verheiratet war. Zugleich hat er die Sonderstellung des Klerikers, besitzt als Beamter des Bischofs das Bürgerrecht nicht und genießt die Exemtion des Hofes vom städtischen Gericht.
Er hatte also eine angesehene Position inne und war bei den Kämpfen mit den Eidgenossen eindeutig auf Seiten der den Landmännern verfeindeten Partei. Darüber hinaus ist der Advokat Heinrich Wittenwiler die einzige uns bekannte historische Persönlichkeit dieses Namens, die nicht nur zur passenden Zeit und am passenden Ort lebte, sondern die vor allem über eine für das Werk Der Ring notwendige Bildung zu verfügen schien und/oder über den Zugang zu einer ausreichend großen Bibliothek (der bischöflichen am Konstanzer Hof) verfügte.
Sein persönliches Umfeld betrachtend zeigt sich eine feste Einbindung in die Partei des Adels. Er gehörte den Kräften an, die an der Erhaltung und weiteren Stabilisierung der politischen und sozialen Verhältnisse im Bodenseeraum interessiert waren. Sie sind weiters auch österreichisch und deshalb zeitweilig auch klementistisch orientiert. Neben den gewaltigen Verlusten der Herrschenden an Macht, Land und Leuten, an Einkünften, politischem Einfluss und Ansehen prägten die Appenzellerkriege von 1401 bis 1429 zwischen dem Fürstabt von St. Gallen und den Gemeinden des Appenzellerlandes die Entstehungszeit des Rings nachhaltig.

## Werk
Heinrich Wittenwilers Werk „Der Ring“ ist ein satirischer Bauernschwank, bestehend aus 9699 Reimpaarversen. Darin wird eine Reihe von Belehrungen in die Erzählung von einer bäuerlichen Brautwerbung und Heirat verwoben. Die Datierung des Werks ist umstritten. Am plausibelsten erscheint ein Datum zwischen 1408 und 1410 im Umfeld des Konstanzer Bischofs Albrecht Blarer. Die zahlreichen, in die komisch-satirische Handlung eingebetteten Lehren vermitteln Kenntnisse und Verhaltensweisen des praktischen Lebens aus den unterschiedlichsten Bereichen.
Das Gerüst der Handlung entnimmt Wittenwiler einem Bauernhochzeitsschwank des 14. Jahrhunderts, der in zwei Fassungen überliefert ist: „Meier Betz“ und „Metzen hochzit“, wobei diese dem „Ring“ näher steht als „Meier Betz“.
Der „Ring“ gliedert sich in einen Prolog (v. 1–54) und in drei unterschiedlich lange Teile, wobei der erste Teil (v. 55–2622) das Werben der bäuerlichen Hauptfigur Bertschi Triefnas um die bucklige Mätzli Rüerenzumph enthält und der zweite Teil (v. 2623–6457) die Belehrungen, etwa durch Härtel Saichinkruog über das richtige Haushalten, und die Hochzeit der beiden. Im dritten Teil (v. 6458–9699) artet das Hochzeitsmahl in einen „Weltkrieg“ aus, in welchem Bertschis Dorf Lappenhausen vernichtet wird und dessen Bewohner und Bertschis Frau den Tod finden. Bertschi überlebt als einziger und zieht sich aus Kummer über den Verlust seiner Frau als Einsiedler in den Schwarzwald zurück.
Eine Besonderheit des Textes besteht darin, dass Wittenwiler ihn am linken Rand und z. T. auch innerhalb der Verse mit senkrechten grünen und roten Linien markiert hat, die der Forschung nach wie vor beträchtliche Schwierigkeiten bereiten. Er selbst sagt dazu: „Die rot [Linie] die ist dem ernst gemain, die grüen ertzaigt uns törpelleben.“ (Verse 40/41).